# 慶應義塾大学医学部レイプ事件
慶應義塾大学医学部レイプ事件（けいおうぎじゅくだいがくいがくぶレイプじけん）は、1999年5月に発生した、慶應義塾大学医学部に通う複数の大学生によって起こされた強姦事件。

## 概要
犯人となった慶應義塾大学医学部に通う5人の大学生は1999年5月に新宿の繁華街で他大学の女子大生と合コンを行っていた。これが終わった後にこの合コンに参加していた女性の2人を慶大男子学生の自宅であるマンションに連れ込んだ。そしてそのうちの1人を複数人で強姦したという事件であった。この5人はいずれも大学を退学処分となった。